# Sophiya Haque
Sophiya Haque (Portsmouth, 14 giugno 1971 – Londra, 17 gennaio 2013) è stata un'attrice, cantante e ballerina britannica, nota per il suo ruolo di Senkhara nella serie televisiva Anubis.

## Biografia

### Giovinezza
Syeda Sophia Haque nacque nel 1971 a Portsmouth, nell'Hampshire da padre bengalese e madre britannica. Era la più giovane di tre figlie.
Lei è stato allevato da sua madre, Thelma, un insegnante divorziata. Ha frequentato la Priory School di Orpington, e ha preso lezioni di ballo a partire dall'età di due anni e mezzo presso la Mary Forrester's Rainbow School of Dance prima di trasferirsi all'età di 13 a Londra (dove ha vissuto con il padre, Amirul Haque, un ristoratore, e la sua seconda moglie), dove si è formata alla Arts Educational Schools.

### Carriera
Haque ha iniziato a lavorare come cantante nella band Akasa, i quali hanno firmato un accordo con la Warner Bros. nel 1988. n seguito ha lavorato come video jockey per MTV Asia per sette anni e  Channel V.
Ha lavoratore come presentatrice di STAR TV ad Hong Kong nel 1992. Dal 1994 ha iniziato ad apparire in TV in India e nel 1997 si è trasferita a Mumbai per lavorare a tempo pieno per Channel V India. Il suo primo film di Bollywood è stato Khoobsurat del 1999.
Nel 2005 ha recitato insieme a Kabir Bedi nella produzione teatrale di The Far Pavilions. In 2012, she starred as Soraya in Wah! Wah! Girls.
Nel 2008 ha recitato nel film Wanted - Scegli il tuo destino e nella miniserie della BBC Fairy Tales. Tra il dicembre 2008 e il giugno 2009, ha interpretato il ruolo di Poppy Morales nella serie televisiva Coronation Street.
Nel 2012 ha recitato nella serie televisiva Anubis nel ruolo della perfida Senkhara.
Mentre stava lavorando nella produzione teatrale di Privates on Parade di Michael Grandage le è stato diagnosticato un cancro.

### Vita privata e morte
Haque ha vissuto a Knaphill, nel Surrey, con il suo compagno, il direttore musicale David White. La coppia era in procinto di costruirsi una casa galleggiante, quando l'attrice si ammalò.
Intorno al Natale 2012 le venne diagnosticato un cancro. È morta nelle prime ore del 17 gennaio 2013 in un ospedale di Londra,

## Filmografia
- Khoobsurat (1999)
- Dil Tha Yahan Abhi Abhi (2000) Cortometraggio
- Har Dil Jo Pyar Karega... (2000)
- Snip! (2000)
- Indian (2001)
- Haan Maine Bhi Pyaar Kiya (2002)
- Santosham (2002)
- Sandhya (2003)
- Pehli Nazar Ka Pehla Pyaar: Love at First Sight (2003)
- The Rising: Ballad of Mangal Pandey (2005) Non accreditata
- Fur TV, nell'episodio "Rent Boys/Hot Pussy" (2008)
- Fairy Tales, nell'episodio "The Empress's New Clothes" (2008)
- Wanted - Scegli il tuo destino (Wanted) (2008)
- Hari Puttar: A Comedy of Terrors (2008)
- Coronation Street (2008-2009) Serie TV
- Anubis (House of Anubis) (2012) Serie TV
- Jadoo (2013)